# Christ Rédempteur des Andes
Le Christ rédempteur des Andes (en espagnol : Cristo redentor de los Andes) est un monument situé dans les Andes à 3 832 mètres d'altitude à la frontière entre l'Argentine et le Chili. Il fut inauguré le 13 mars 1904 pour célébrer la résolution pacifique du conflit frontalier mettant aux prises les deux pays.
La statue est située sur le chemin du col de la Cumbre, point culminant de la vieille route entre Mendoza, en Argentine, et Santiago du Chili, au Chili. Le chemin est aussi connu comme étant le Chemin de l'église (en espagnol : Paso de la Iglesia) du côté chilien et le Chemin Bermejo (vermeil) côté argentin. Les villes les plus proches sont Uspallata, en Argentine, et Juncal, au Chili. La route monte de plus de 1 000 m sur les 9 km qui séparent Las Cuevas du col. La route n'est accessible que pendant les mois d'été, quand il n'y a pas de neige, les températures en hiver pouvant atteindre les −30 °C. Aujourd'hui, la route est devenue une route touristique, empruntée par ceux qui veulent aller admirer la statue, la route principale entre les deux pays passant désormais par le Tunnel du Christ Rédempteur au pied de la côte.

## Construction
Au début du XXe siècle, le Pape Léon XIII écrivit une série d'encycliques appelant à la paix et à l'harmonie et à la dévotion envers le Christ Rédempteur.
Depuis la fin du XIXe siècle, l'Argentine et le Chili s'affrontaient à propos du tracé de leur frontière commune. Alors que la guerre semblait inéluctable entre les deux pays, des pourparlers furent entamés sous l'arbitrage du roi Édouard VII d'Angleterre et aboutierent à la signature d'un pacte le 28 mai 1902 et en mai 1903, une délégation du Chili rendit une visite officielle à l'Argentine.
L'évêque de Cuyo, Monseigneur Marcelino del Carmen Benavente, s'engagea à faire faire une statue du Christ Rédempteur pour en rappeler le message de paix comme dans les encycliques du pape. Financée par lui-même et des fonds privés, une statue en bronze, haute de 7 mètres, fut commandée au sculpteur Mateo Alonso, et fondue à Buenos Aires.
Une certaine Ángela Oliveira Cézar de Costa, suggera de dresser la statue dans l'un des cols les plus hauts des Andes, comme symbole des efforts de paix des deux nations: le portillo de la Cumbre del Bermejo, que José de San Martín avait empruntée en 1817 pour libérer le Chili.
Cette dame directement concernée par une éventuelle guerre avait sû attirer l'attention de personnes influentes dans les deux pays. Issue de la haute société argentine, membre de l'Associacion Sud-Americana de Paz Universal, elle faisait partie du cercle de proches du président argentin, Julio Argentino Roca, devenu veuf, et sa suggestion fut retenue. Toutefois les fonds ne suffirent pas pour l'acheminer au lieu convenu. Ángela Oliveira Cézar de Costa, suggera alors de l'exposer provisoirement dans la cour de l'école Lacordaire de Buenos Aires, fondée par les Frères Dominicains, dont elle soutenait les œuvres.
En 1904, la statue parcourut 1 200 km en train, fut démontée en plusieurs morceaux transportés à dos d'âne jusqu'à 3 882 mètres d'altitude. Le 15 février 1904 un piédestal de granit de 6 mètres de haut, dessiné par Molina Civit fut achevé et le sculpteur d'origine Mateo Alonso dirigea l'installation de la statue en bronze. Elle fut érigée regardant la frontière, debout sur un globe sur lequel on peut distinguer l'Amérique du Sud, sa main gauche tenant la croix et sa main droite bénissant la foule.
En 1910 et 1911, Ángela Oliveira Cézar de Costa fut proposée pour recevoir le Prix Nobel de la paix, mais ne l'obtint pas.

## Inauguration
Le 13 mars 1904, 3 000 Chiliens et Argentins montèrent au sommet malgré les mauvaises conditions météorologiques et regardèrent les deux armées, qui peu de temps auparavant étaient sur le point de s'affronter, tirer des salves en l'air. Le Président argentin Roca et le Président chilien Germán Riesco ne purent assister à l'événement mais leurs ministres des Affaires Étrangères respectifs furent présents sur les lieux ainsi que l'archevêque et les évêques de Cuyo (Argentine) et Ancud (Chili). Deux plaques célébrant l'amitié entre les deux pays furent apposées.
En 2004, le centenaire de la statue fut célébré au cours d'une cérémonie à laquelle assistèrent le Président argentin Néstor Kirchner et le Président chilien Ricardo Lagos. Ils en profitèrent pour rappeler l'amitié unissant les deux pays. La statue intégra la liste des Monuments historiques argentins.